# Brada (szczyt)
Brada (dawniej: Patriková, 816 m n.p.m.) – szczyt na północnym skraju Sulowskich Wierchów na Słowacji. Jest dziewiątym co do wysokości szczytem tej grupy górskiej oraz trzecim co do wysokości szczytem Sulowskich Skał.

## Opis szczytu
Brada leży w głównym grzbiecie Sulowskich Skał, otaczającym Kotlinę Sulowską. Jest najbardziej na północ wysuniętym szczytem tego grzbietu i dominantą całej północnej części Sulowskich Skał. Od południa ogranicza ją przełączka zwana Sedlo pod Bradou (660 m n.p.m.), zaś od wschodu płytkie siodełko zwane Pod Roháčom (lub Roháč-Čiakov, 718 m n.p.m.)
Masyw Brady zbudowany jest z tzw. zlepieńca sulowskiego, który w procesie wietrzenia tworzy specyficzne formy skalne, charakterystyczne dla Sulowskich Skał. Szczyt wieńczy grupa kilku wysokich turni skalnych, z których najwyższa stanowi wierzchołek góry. Wiele grup takich utworów pokrywa też gęsto stoki Brady oraz krótki grzbiet, wysyłany przez nią w kierunku północnym (Holý vrch, 658 m n.p.m.). Stoki mocno rozczłonkowane głębokimi wąwozikami, w całości porośnięte lasem.
Brada leży na obszarze Obszaru chronionego krajobrazu Strážovské vrchy oraz w granicach rezerwatu przyrody Súľovské skaly.

## Turystyka
Czerwono znakowany szlak turystyczny trawersuje południowo-wschodnie zbocza Brady na średniej wysokości ok. 700 m n.p.m. Z dwóch punktów widokowych, usytuowanych na wysuniętych ku wschodowi tarasach skalnych (Opásaná vyhlídka i Štefánikova vyhlídka) dobre widoki na Kotlinę Sulowską.
Wierzchołek góry jest dostępny jedynie techniką wspinaczkową. Po raz pierwszy został zdobyty prawdopodobnie w czasie II wojny światowej przez stacjonujących tu żołnierzy niemieckich. Najlepsze widoki na wierzchołek Brady są z ruin Zamku Sulowskiego lub z punktów widokowych po przeciwnej stronie Kotliny – spod Roháča.